# Roda de Berà
Roda de Berà (antigament també Roda de Barà) és un municipi de la comarca del Tarragonès. El municipi es famós per ésser el lloc on es troba l'arc romà de Berà.

## Topònim
El topònim Roda de Berà es va formar a partir del també topònim Roda i de l'antropònim Berà, que identificaven dos dels nuclis d'un únic territori constituït per Roda, Berà, i també Creixell. La denominació actual, formada per Roda, la preposició i Berà, no va més enllà de la meitat del segle xix, segons consta en les actes municipals, i designaria la preeminència històrica de Berà sobre Roda. Abans d'aquesta centúria, la documentació consignava sempre Roda i Berà per separat. L'un com a terme o lloc —Roda— i l'altre com a districte —Berà. De fet, des del seu origen, és clar que són dos nuclis distints però vinculats territorial i històricament, que acabaran formant un únic municipi.
Pel que fa a Roda, sembla que hauria estat un homònim de Roda de Ter (Osona), localitat d'on és molt probable que els primers repobladors cristians en procedissin. Seria un cas de topònim traslladat. Pel que fa a la seva etimologia, mentre Joan Coromines hi addueix un origen llatí o romànic associat a "l'estructura dels llocs hi mostra una inequívoca forma rodona", Pere Balañà hi veu un origen àrab, de l'àrab clàssic [ar-]ràuda "el jardí, l'hort", origen que tampoc no descarta Enric Moreu-Rey, però amb un altre significat, com a portatge o dret que hom pagava per passar per certs llocs, en tot cas un topònim referit a les comunicacions. Finalment, Anscari M. Mundó interpreta Roda com a fortificació i en consigna que podria haver estat "el conjunt principal de defenses fortificades del comte Berà".
Per la seva banda, Berà és un mot d'origen germànic, molt freqüent com a nom de persona —el mateix comte got Berà de Barcelona entre el 801 i 820, n'és un bon exemple. De fet, sembla bastant probable que l'associació entre l'apel·latiu del comte Berà i el nom de lloc estiguin relacionats com bé indica Anscari Mundó. Com a topònim, el mot és àmpliament documentat en l'època medieval des de l'any 1010 —any de la primera notícia que se’n conserva. El trobem també declinat (Berano, Beranii), posposat als conceptes castrum, terminum i ecclesiam, sobretot al Cartulari del Monestir de Sant Cugat (1013, 1037, 1040, 1041, 1049, 1069, 1097, 1143, 1152, 1154 o bé 1194).
Serà més endavant quan aquest topònim reflectiria la fluctuació entre la "a" i "e" àtones, pròpia del català oriental, de manera que ja des del segle xiv es grafia Barà de forma alterna amb Berà. Una mostra excepcional, la constitueix el document de març 1718 en què es descriu l'acte d'edificació de l'actual ermita de Berà i on s'escriu "Batlle de Roda y Bera" i "Capella de Bara", dues línies després. Tanmateix, l'any 1931 la Secció Filològica de l'IEC indica que el nom proposat com a oficial és l'originari i avalat pels filòlegs, Berà. Amb tot, el període franquista desdibuixa aquest estudi de manera que fins al setembre del 2012 l'ajuntament no n'ha restablert oficialment la grafia correcta. Aquesta canvi de denominació ha estat publicat al DOGC el 7 de gener de 2013.
La dificultat d'establir una connexió clara del topònim amb el seu origen etimològic ha generat multitud d'explicacions populars, algunes de les quals han restat durant anys com a única explicació de l'origen de la població. Així, a tall d'exemple, alguns erudits locals, com Flocel Puig, indiquen que Roda prové de la forma circular de la seva platja o bé que Berà provindria del mot varar, referint-se a l'acció d'empènyer les barques, una idea força generalitzada, tanmateix, entre la població, com ho mostren alguns programes d'activitats —1a Muestra de la Canción Costa Dorada, de l'any 1972— en què es traça aquest perfil etimològic per explicar l'origen de la població. En altres casos s'indica la lectura errònia de Sura —de l'arc— per Bera. Finalment, altres teories, ja més especulatives, indicaven que el nom provenia del treball que realitzaven els equins en una sínia. D'aquesta manera, Roda provindria de la roda de la sínia i Berà, de la barra on se subjectava l'animal.

## Història
La presència de pobladors al terme des de temps molt antics està provada per la troballa de restes arqueològiques a l'Avenc del Merla. Es tracta de diverses peces datables a l'Edat del Bronze, consistents en fragments ceràmics, petxines, un penjoll d'os i diverses restes d'ossos. També consta la troballa l'any 1933 d'un taller de sílex de superfície a poca distància de l'esmentada cova.
Del temps del romans es conserva l'Arc de Berà, indubtablement el símbol de la localitat, el qual ha estat declarat Patrimoni de la Humanitat juntament amb la resta del conjunt monumental de la Tàrraco romana.
La primera referència documental dels termes de Roda i Berà data del 28 de novembre de 1010, quan apareixen com a afrontacions del castell d'Albinyana en un llegat de terres fet al monestir de Sant Cugat.
Un dels primers senyors del terme hauria estat Geribert Miró, que l'any 1074 en feu donació a l'abadia de Cluny. Els monjos de Cluny no trigarien a posar aquelles terres sota l'administració directa del monestir de Sant Pere de Casserres. D'aquesta manera, l'any 1121 van ser enviats des del cenobi osonenc tres monjos a Berà per tal de reedificar la seva església i posar-la sota l'advocació de Sant Pere.
Degut a la llunyania i a l'escassetat de monjos, el senyoriu del prior de Sant Pere de Casserres sobre els llocs de Creixell, Roda i Berà va estar presidit per una certa deixadesa. Això va afavorir la constant usurpació de rendes corresponents per part de la noblesa de la rodalia.
Durant l'Edat Mitjana, els llocs de Roda i Berà van ser petits nuclis habitats, una mica a l'ombra de Creixell, l'únic d'aquests indrets que va adquirir el rang de vila i va ser clos amb una muralla. Amb el temps, el nucli de Berà acabaria sent abandonat i el de Roda consolidant-se com a poble.
El 1573 es va produir la unió del monestir de Sant Pere de Casserres al jesuïta col·legi de Betlem de Barcelona, que es converteix en el nou senyor territorial i aviat redacta unes ordenances de bon govern.
Durant l'Època Moderna, l'augment demogràfic de Roda queda reflectit en l'ampliació de la seva església al llarg del segle xvii i en la partició administrativa amb Creixell el 1710.
Amb l'expulsió dels jesuïtes de l'estat espanyol el 1767, tots els seus béns passen a la Corona. Una part important de les rendes i possessions del col·legi de Betlem de Barcelona, entre elles els senyorius de Creixell, Roda i Berà, són adquirits el 1773 pel ric comerciant Salvador de March i Bellver. Els March esdevindran senyors del terme fins a l'abolició definitiva dels senyorius ben entrat el segle xix.
A mitjans del segle xix Roda és un poble eminentment agrícola amb una població que ja passa dels 700 habitants. Els principals productes i conreus són el vi, el blat, l'oli, les garrofes i els llegums. A les darreres dècades d'aquesta centúria es produeix l'ampliació de l'església parroquial de Sant Bartomeu i la inauguració de l'estació ferroviària de Roda.
Després de la Guerra Civil s'inicia una sensible davallada demogràfica que s'allarga fins a començaments de la dècada dels anys 60, quan el fenomen turístic afavoreix la urbanització de l'indret i l'arribada de nombrosa mà d'obra procedent d'altres parts de l'estat. Durant aquells anys s'aprova el Pla d'ordenació de la zona costanera del terme, que omple de segones residències el litoral rodenc. També es desenvolupen altres plans parcials a la zona interior del terme. Tot plegat, fa que el poble s'orienti cada cop més cap als serveis i la construcció.

## Geografia
- Llista de topònims de Roda de Berà (Orografia: muntanyes, serres, collades, indrets..; hidrografia: rius, fonts...; edificis: cases, masies, esglésies, etc).

| Entitat de població    | Habitants (2024) |
| Roda de Berà           | 3.519            |
| Zona Costera           | 2.023            |
| l'Eixample Residencial | 1.249            |
| Baramar                | 560              |
| el Francaset           | 553              |
| la Martorella          | 123              |
| Font: Idescat          |                  |

Roda de Berà, municipi de 16,23  km², limita al nord amb els termes municipals de Bonastre i Albinyana. A l'orient, amb l'antic municipi de Sant Vicenç de Calders, avui inclòs al terme del Vendrell. A ponent, amb el terme de Creixell, municipi amb qui Roda de Berà ha estat vinculat, no tan sols per proximitat geogràfica, sinó per compartir una bona part d'història. I, finalment, al sud, el territori de Roda de Berà desapareix sota les aigües salades del Mediterrani.
La semblança de l'aspecte físic i de l'evolució històrica dels territoris de Sant Vicenç de Calders, Roda de Berà i Creixell ha permès a geògrafs i a historiadors parlar de la subcomarca de Berà.
El punt més oriental de Roda de Berà és al límit del Francàs amb la línia de costa, exactament a 1º 29’ 45" 37 longitud est. Mentre que el més occidental és a 1º 26’ 10" longitud est, just a la bifurcació de les línies de ferrocarril de Valls i Reus, una mica més enllà de l'antiga estació de Roda de Berà. El punt més septentrional és a l'indret conegut com els Quatre Termes, a 42º 12’ 35" latitud nord, i el més meridional, a la platja de cal Cinto, just tocant a la platja de Creixell, exactament a 41º 9’ 53" latitud nord.
Des d'inicis del segle xiv fins a l'any 1716, Roda de Berà va pertànyer a la vegueria de Vilafranca, a excepció d'un breu període a finals del segle xvii i inicis del segle xviii en què formà part de la de Tarragona. Amb la propugnació del Decret de Nova Planta (1716), i la corresponent divisió del territori català en corregiments, el municipi es va incloure en el de Vilafranca. Quan l'Estat Espanyol va ser provisionalment dividit en províncies, l'any 1833, es va incorporar a la província de Tarragona. Des que es van crear els partits judicials, l'any 1834, Roda de Berà pertany al districte judicial del Vendrell.
Roda de Berà es troba a la depressió Prelitoral, entre les comarques del Baix Penedès, de la qual històricament ha format part, i del Tarragonès, on es va adscriure, en un primer període, el 23 de desembre de 1936, quan la Generalitat republicana aprovà el Decret sobre la Divisió Territorial de Catalunya.
Tanmateix, tot i la seva actual adscripció a la comarca del Tarragonès, el municipi sempre s'ha sentit molt vinculat al Penedès. Així, en una enquesta de la Generalitat efectuada el 1932, la localitat declarava pertànyer a aquesta darrera comarca. És més, l'any 1987, en una consulta similar, el consistori rodenc acceptava temporalment la seva inclusió al Tarragonès, però deixava constància del seu desig de formar part en un futur del Baix Penedès.
Des del punt de vista eclesiàstic, la parròquia de Roda de Berà s'inclou a l'arquebisbat de Tarragona i, més concretament, a l'arxiprestat del Tarragonès, sector de Llevant.

### Costa

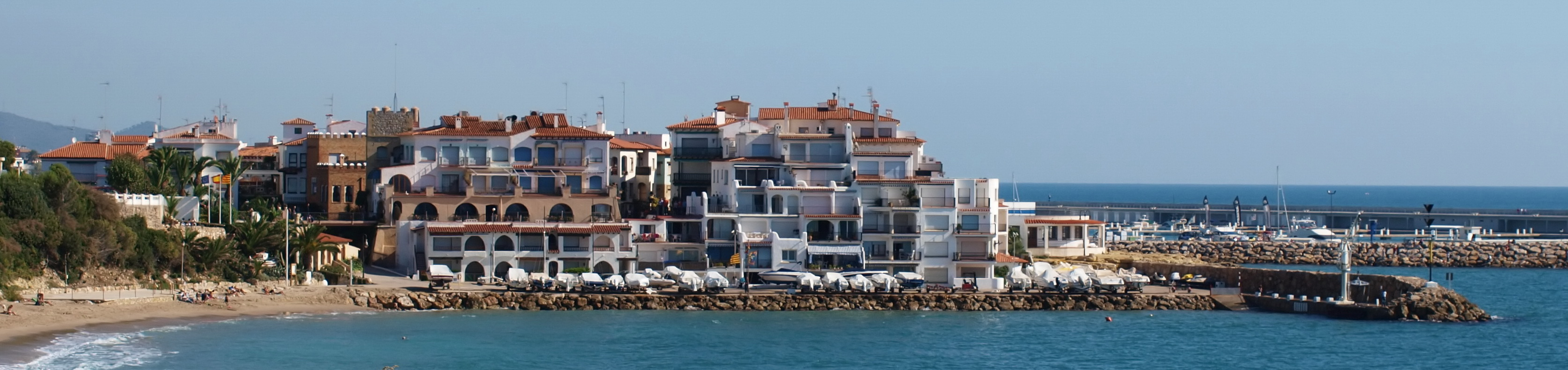
El Roc de Sant Gaietà.

La costa de Roda de Berà, amb una extensió total de 3,5 km, és l'atractiu principal del municipi. Les seves platges, banyades pel mar Mediterrani, s'emmarquen dins de la denominació Costa Daurada i han estat mereixedores de diversos guardons de prestigi pel compliment de criteris ambientals i instal·lacions.
El litoral rodenc es divideix, d'oest a est, en quatre platges:
- Platja Llarga
- Platja de La Punta d'en Guineu
- Platja de La Pelliseta
- Platja Costa Daurada

El camí de Ronda és un passeig estret per a vianants entre el passeig marítim de la Platja Llarga i el Roc de Sant Gaietà. Té una longitud aproximada d'un quilòmetre i permet passejar pels penya-segats del municipi gaudint d'unes magnífiques vistes del litoral.
A la línia de costa també es troba el Port Esportiu de Roda de Berà, que separa la platja de La Pelliseta i la platja Costa Daurada.

### Orografia
Muntanyes

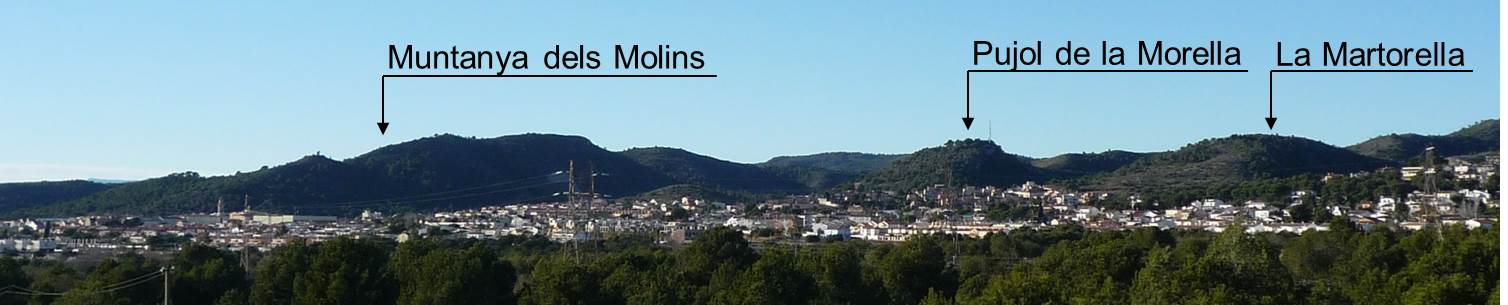
Orografia de Roda de Berà.

- La Martorella, 164,6 m.[9] 41° 11′ 39.39″ N, 1° 27′ 31.64″ E / 41.1942750°N,1.4587889°E
- Punta de Berà, 18,9 m.[9] 41° 9′ 59.70″ N, 1° 28′ 19.30″ E / 41.1665833°N,1.4720278°E
- Muntanya dels Molins, 202,1 m.[9] 41° 11′ 43.71″ N, 1° 26′ 34.32″ E / 41.1954750°N,1.4428667°E
- Pujol de la Morella, 166,0 m.[9] 41° 11′ 37.70″ N, 1° 27′ 15.19″ E / 41.1938056°N,1.4542194°E

Serres
- Serra Llarga, 271,0 m.[9] 41° 12′ 2.340″ N, 1° 28′ 40.98″ E / 41.20065000°N,1.4780500°E

## Demografia
| 1515 | 1787 | 1887 | 1900 | 1920 | 1950 | 1970  | 2010  | 2024  |
| 7    | 363  | 753  | 774  | 678  | 560  | 1.034 | 6.232 | 8.048 |

## Llocs d'interès
- L'Arc de Berà.
- Les platges de Roda de Berà.
- Capella de Mas Carreras
- L'Església parroquial de Sant Bartomeu.
- L'Ermita de la Mare de Déu de Berà.
- Ca l'Elies, Casal Municipal de Cultura "Les Monges".
- El Roc de Sant Gaietà.
- El Museu de la Ràdio "Protagonistas Luis del Olmo", al Centre cívic de la Roca Foradada.
- Torre del Cucurull.
- L'Avenc del Merla.
- El mirador Pujol de la Morella.
- La Pedrera de l'Elies.

## Imatges del municipi

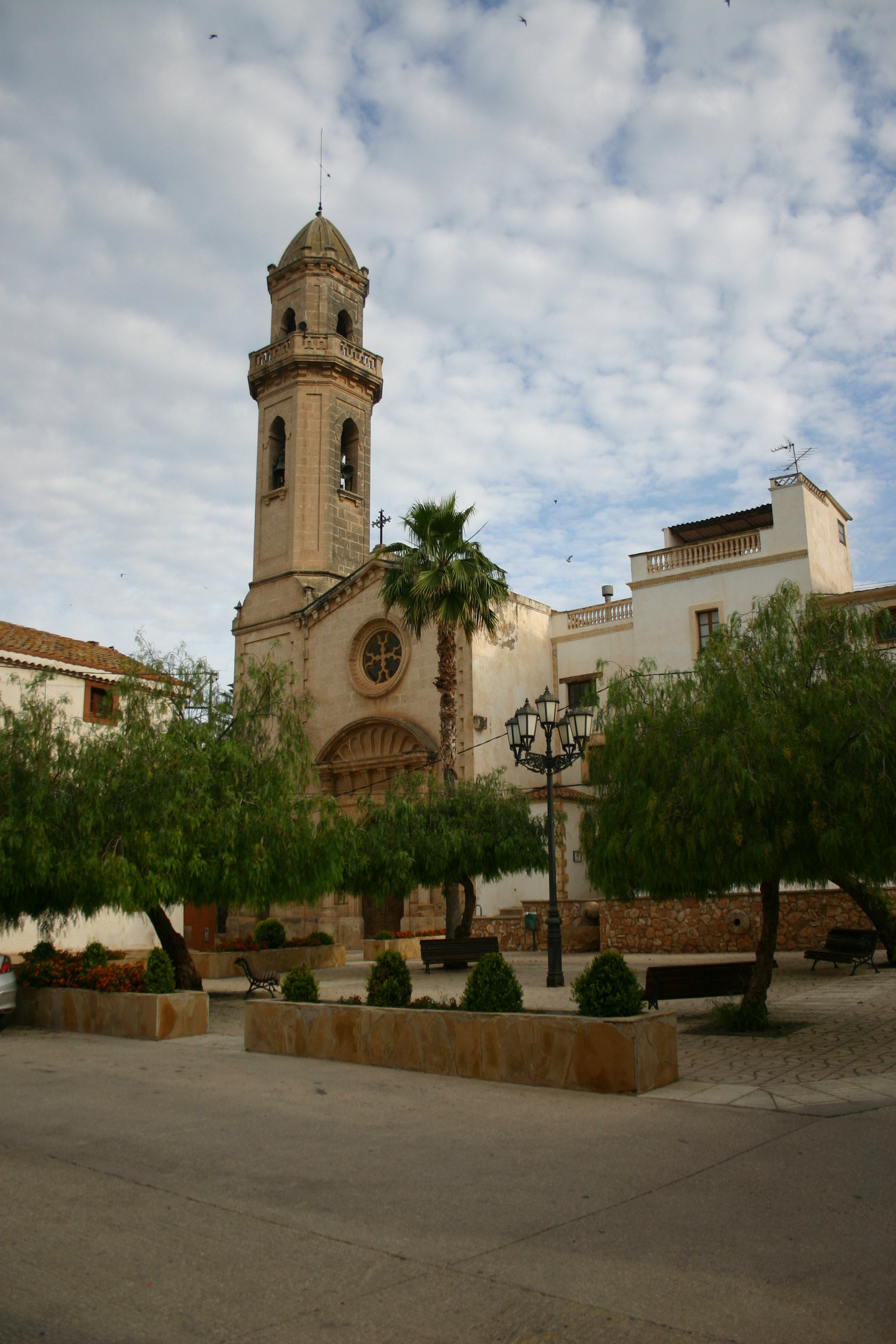
Sant Bartomeu
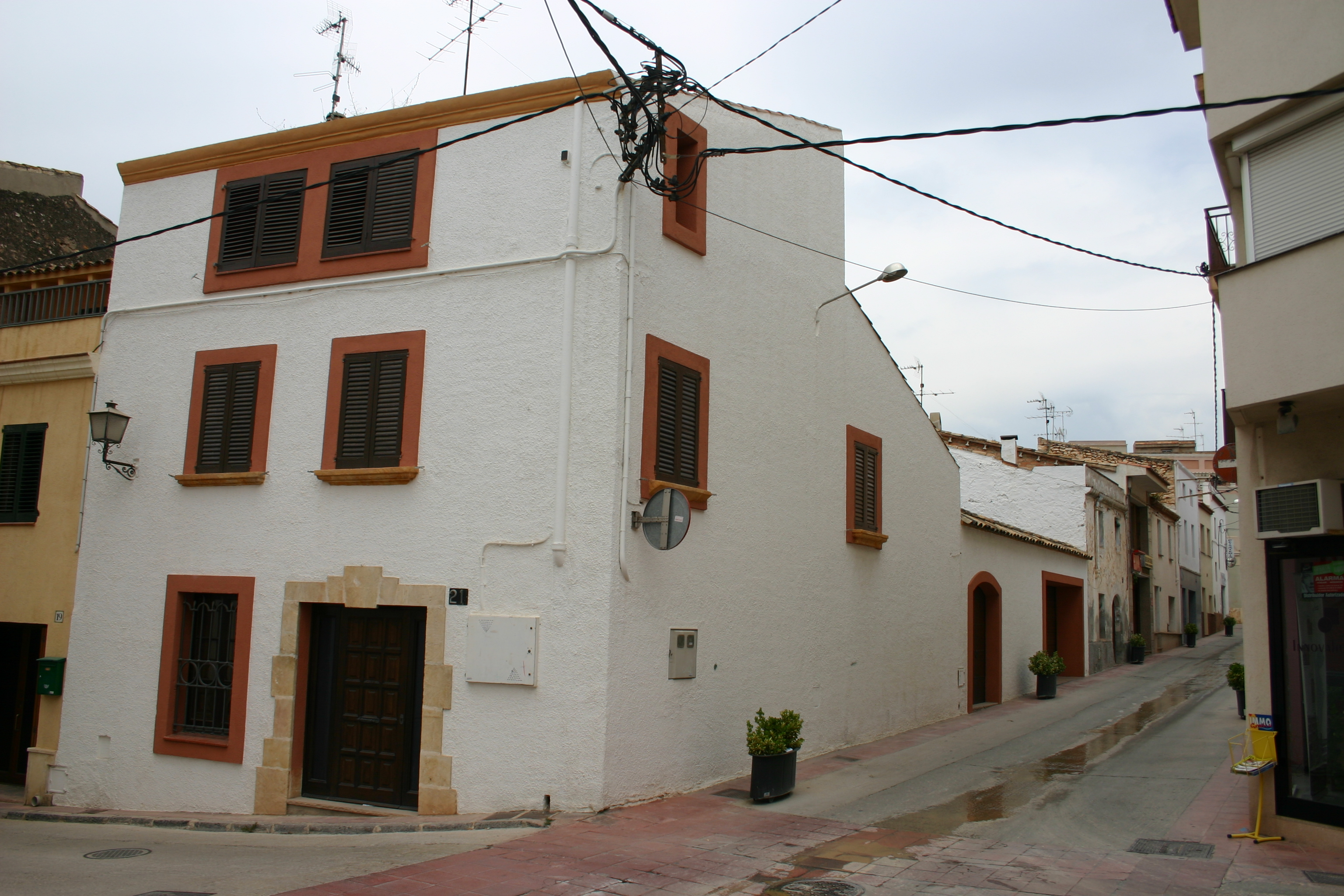
Nucli antic
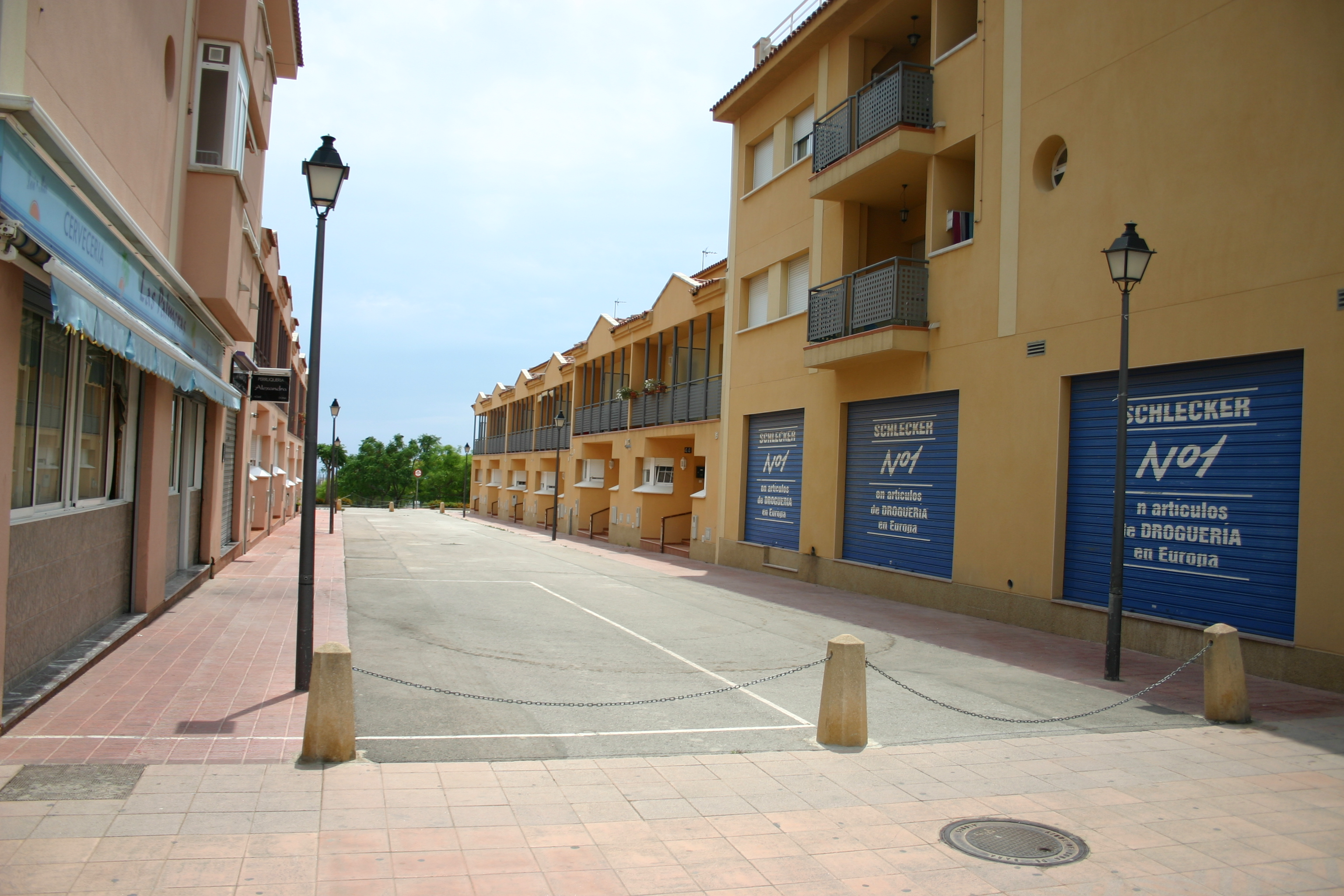
Avinguda de Sant Jordi
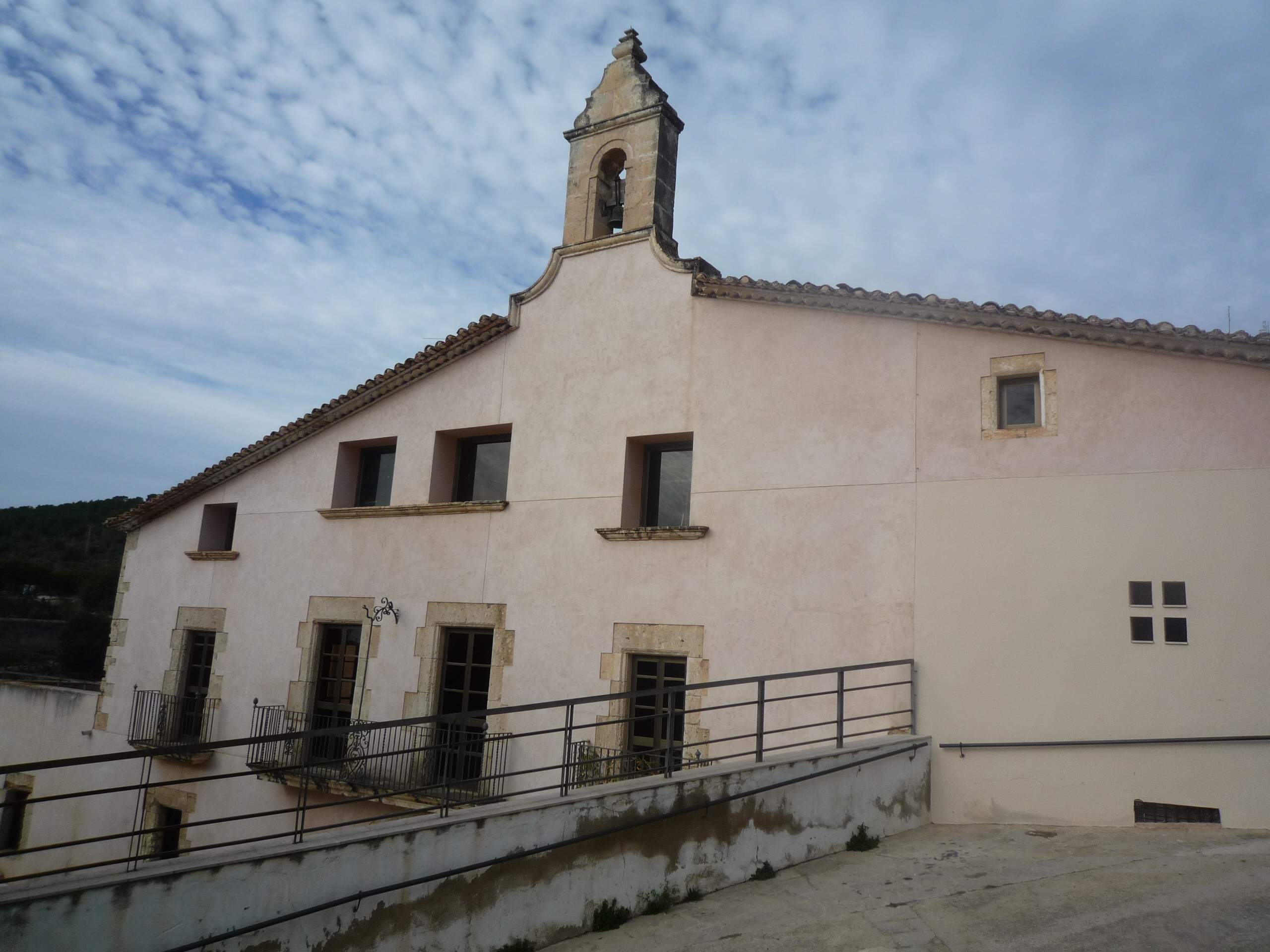
Ca l'Elies, Casal Municipal de Cultura "Les Monges"
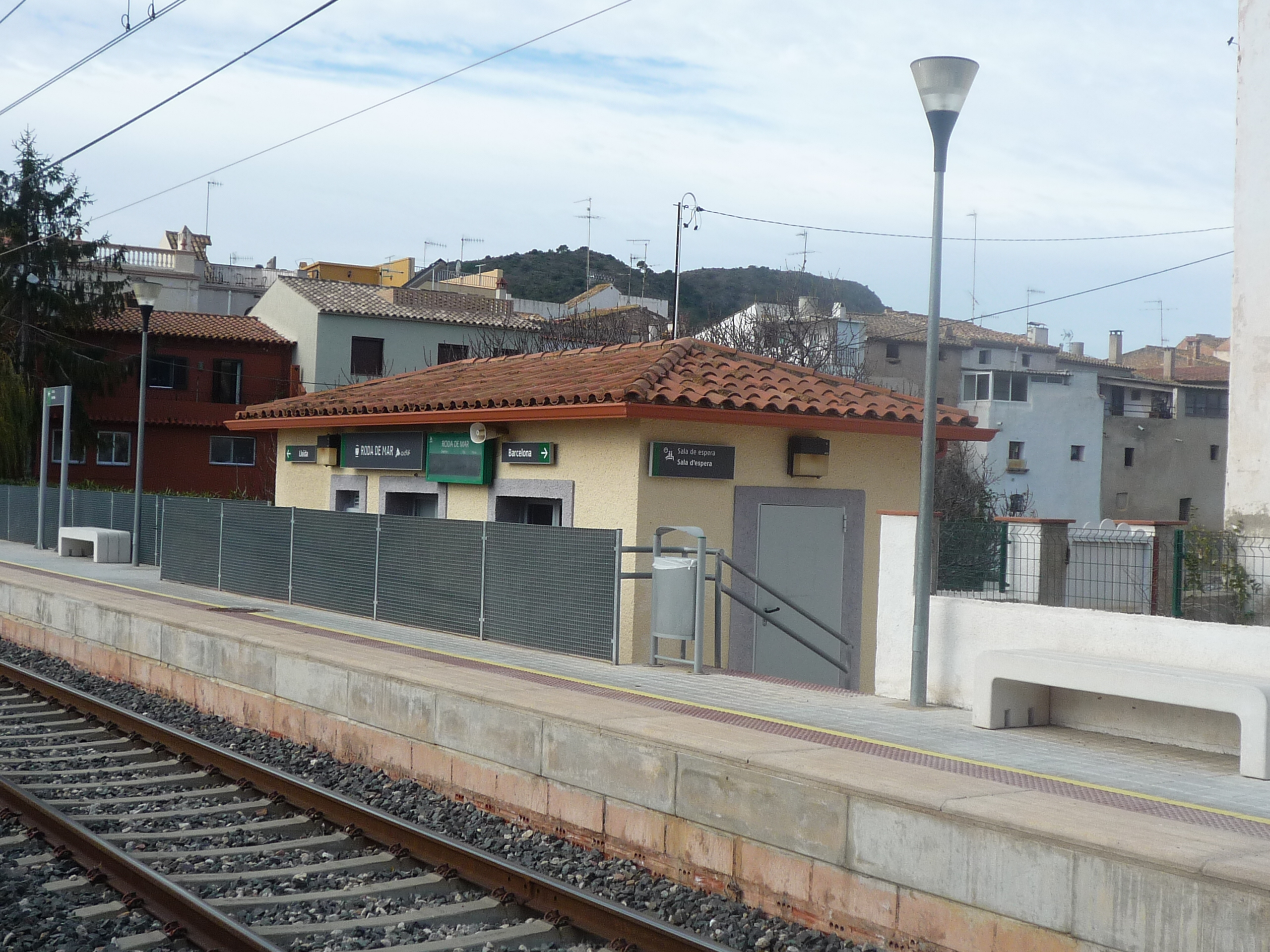
Estació de Roda de Mar, dins del nucli urbà
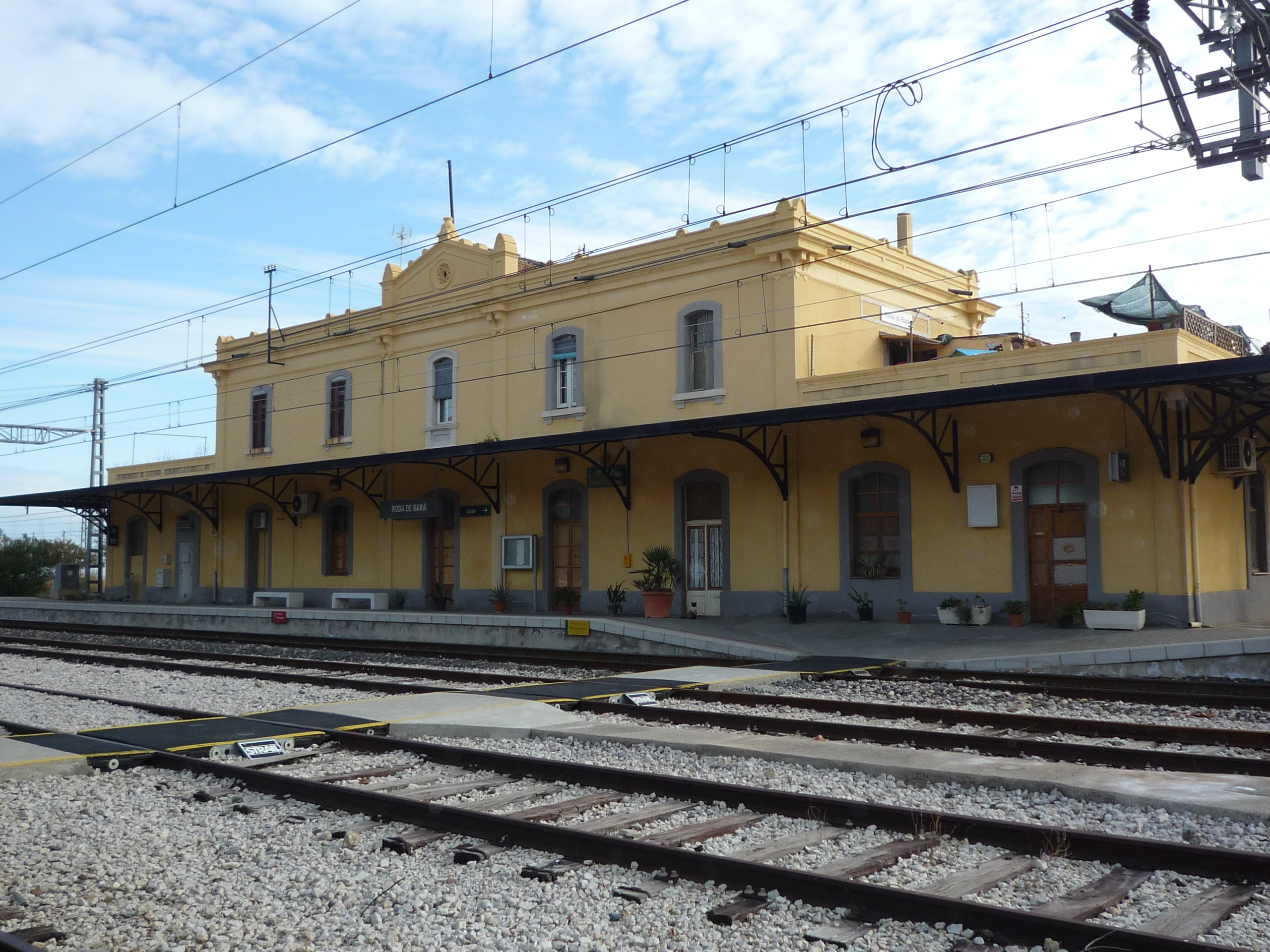
Antiga estació de Roda de Berà
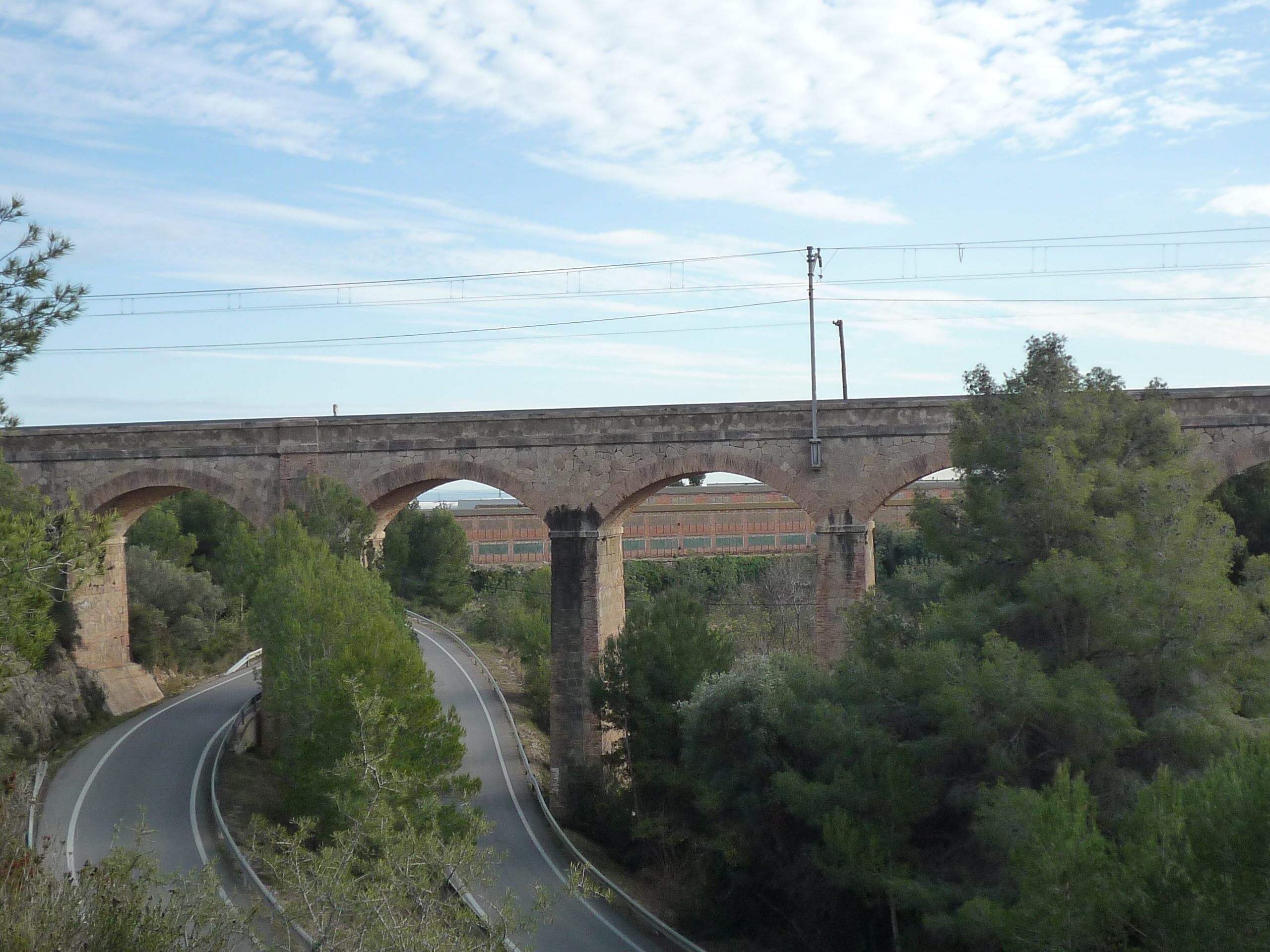
Pont del ferrocarril
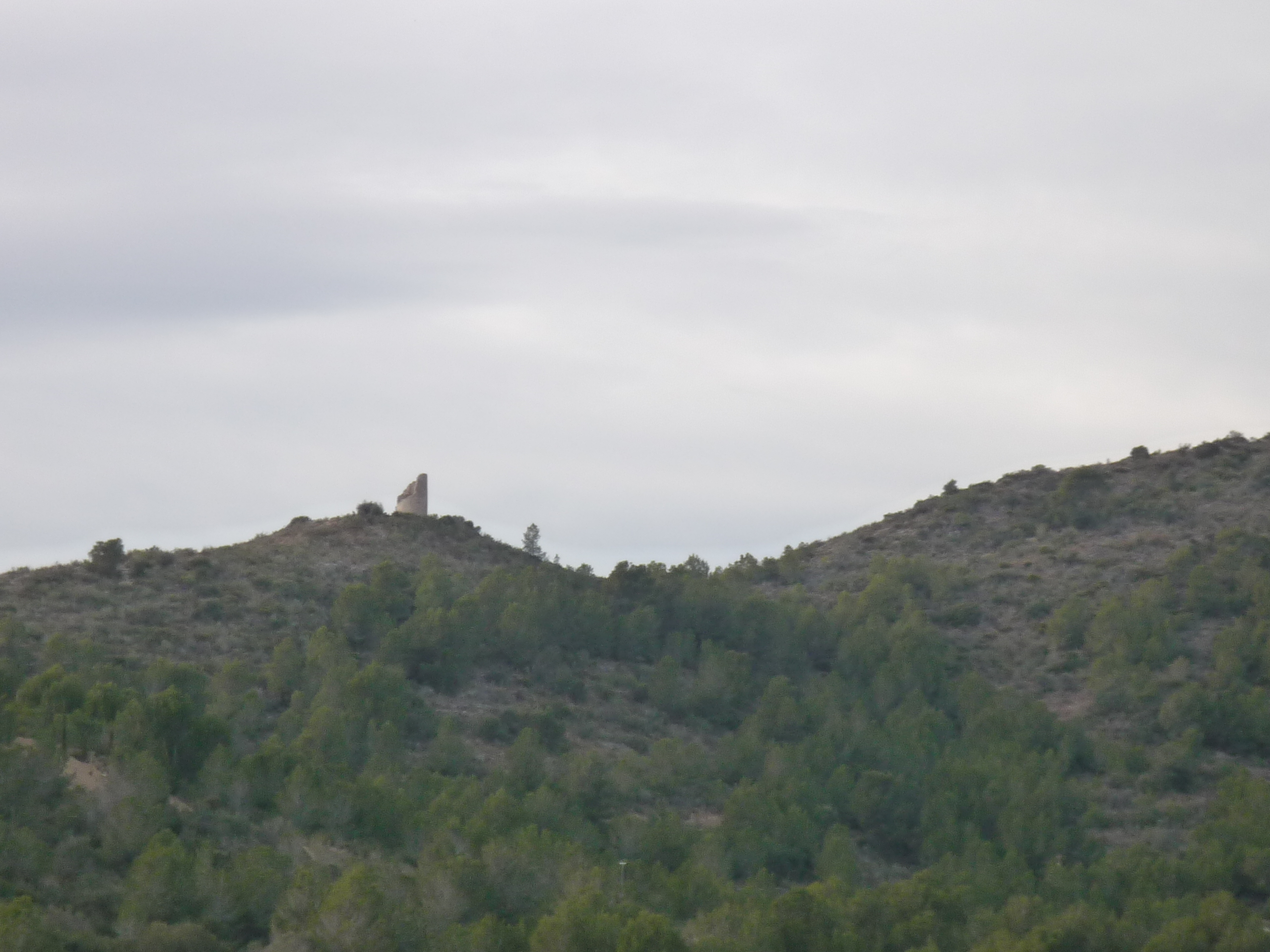
Torre del Cucurull des del nucli urbà
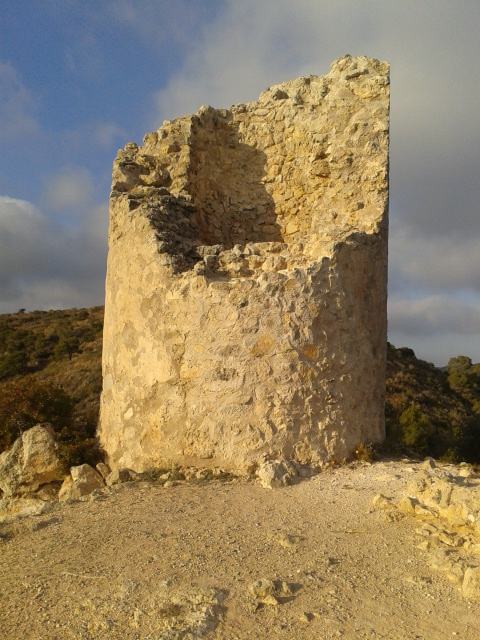
Torre del Cucurull
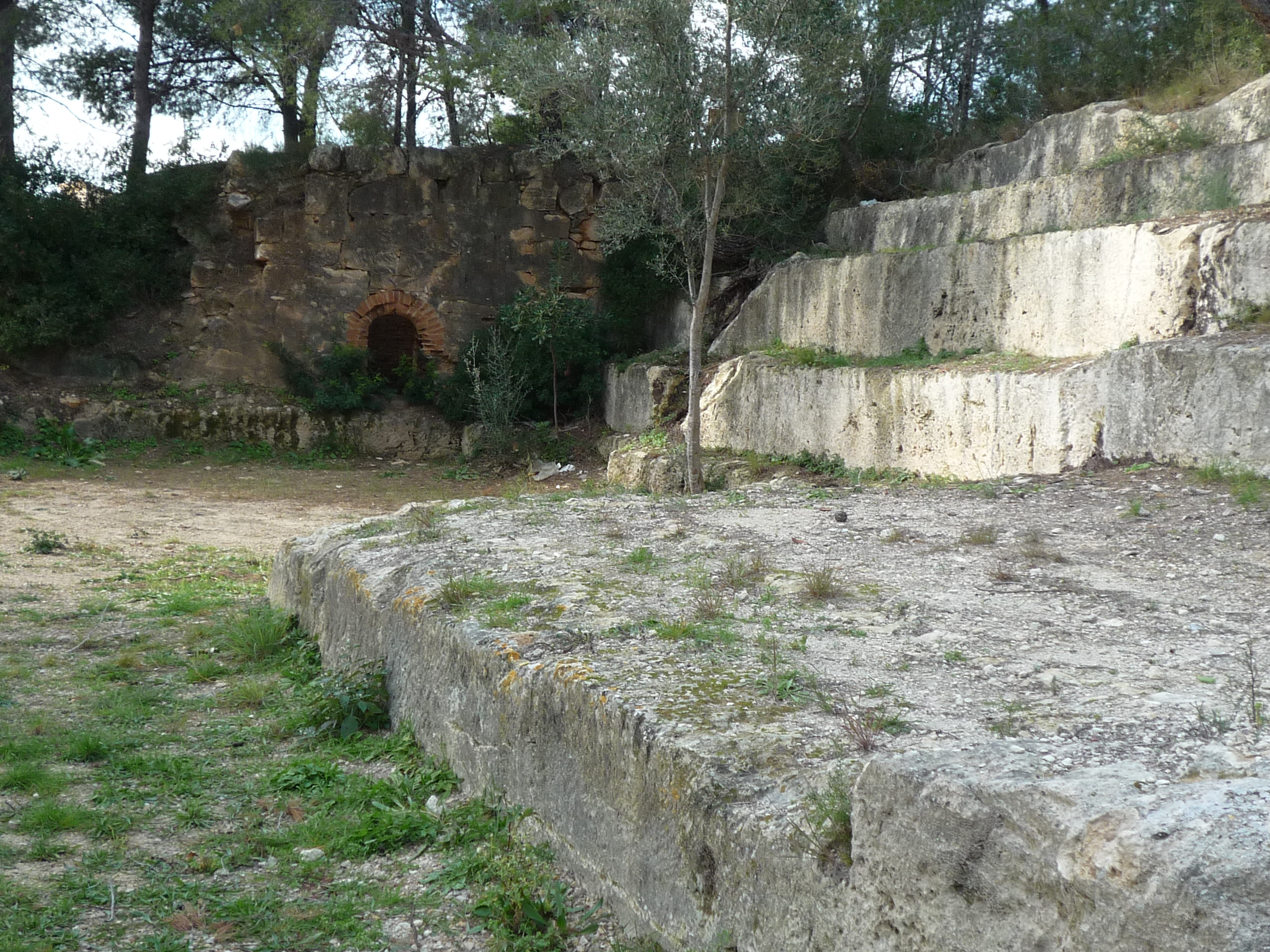
La Pedrera de l'Elies